# Marblehead (Massachusetts)
Marblehead es un pueblo ubicado en el condado de Essex en el estado estadounidense de Massachusetts. En el Censo de 2010 tenía una población de 19.808 habitantes y una densidad poblacional de 390,4 personas por km².

## Geografía
Marblehead se encuentra ubicado en las coordenadas 42°29′33″N 70°50′8″O / 42.49250, -70.83556. Según la Oficina del Censo de los Estados Unidos, Marblehead tiene una superficie total de 50.74 km², de la cual 11.36 km² corresponden a tierra firme y (77.61%) 39.38 km² es agua.

## Demografía
Según el censo de 2010, había 19.808 personas residiendo en Marblehead. La densidad de población era de 390,4 hab./km². De los 19.808 habitantes, Marblehead estaba compuesto por el 96.36% blancos, el 0.76% eran afroamericanos, el 0.11% eran amerindios, el 1.02% eran asiáticos, el 0.01% eran isleños del Pacífico, el 0.58% eran de otras razas y el 1.16% pertenecían a dos o más razas. Del total de la población el 2.11% eran hispanos o latinos de cualquier raza.

## Historia
En 1677, las mujeres de Marblehead, a la sazón una villa de pescadores, lincharon a dos indios.